# Нервный гребень

Формирование нервного гребня (зелён.) в ходе нейруляции

Нервный гребень — совокупность клеток у позвоночных, выделяющихся из краевых отделов нервного желобка во время его замыкания в нервную трубку. Клетки нервного гребня обладают развитой способностью мигрировать в организме. Клетки нервного гребня развиваются в весьма разнообразные структуры. Из-за этих двух особенностей и сравнительной лёгкости экспериментов с этим временным органом нервный гребень широко исследуется в эмбриологии.

## Производные нервного гребня
Клетки нервного гребня образуются почти на всём протяжении замыкающейся нервной трубки. В нём различают несколько уровней по длине, из клеток разных уровней развиваются разные структуры.
Из нервного гребня развиваются многие ганглии нервной системы (спинальные, вегетативные), глиальные клетки периферической нервной системы (шванновские), вспомогательные клетки нервных окончаний, а также пигментные клетки (меланоциты кожи), хрящи лицевого черепа, часть мозговых оболочек, хромаффинные клетки надпочечников, одонтобласты (клетки, секретирующие дентин) и т. д. В сердце из мезенхимальных клеток, происходящих из нервного гребня, формируется перегородка между аортой и лёгочным стволом.

## Миграции клеток нервного гребня
Сейчас точно неизвестна причина миграции клеток нервного гребня. Одна из перспективных гипотез предполагает, что в основе миграции клеток лежит чувствительность к фибронектину и ламинину — белкам внеклеточного матрикса. Показано, что введение антител к этим белкам блокирует миграцию.
Известны три основных пути миграции:
1. В вентральном направлении через передний отдел сомита, то есть по окружности, перпендикулярной оси нервной трубки, вниз. Мигрировавшие таким образом клетки образуют вегетативные (симпатические и парасимпатические) ганглии, вещество надпочечников, спинальные ганглии.
2. Клетки, примыкающие к заднему отделу, мигрируют через передний, то есть вначале движутся вдоль оси нервной трубки, а потом спускаются так же, как в первом случае. Образуют спинальные ганглии.
3. Миграция в дорсолатеральном направлении — под эктодерму, то есть в стороны от нервной трубки, не спускаясь. Образуют меланоциты.

## Значение
В июле 2014 года группа учёных под руководством Адама Уилкинса из Гумбольдтовского университета опубликовала статью, в которой высказывалось предположение, что в ходе одомашнивания животных люди непроизвольно для продолжения потомства выбирали животных с генетическими дефектами в клетках нервного гребня. Пытаясь вывести более смирных и послушных особей, люди отбирали прежде всего животных с недоразвитыми надпочечными железами, отвечающими за выделение адреналина в реакциях «бей или беги». Так как за закладку надпочечников отвечают мигрирующие клетки нервного гребня, генетические дефекты именно в них закреплялись у потомства. В геноме домашних кошек тоже найдено повышенное количество генов, отвечающих за клетки нервного гребня, связанных со смирностью и послушностью.